# بقعه امامزاده عبدالله و خلیل‌الله
بقعهٔ امامزاده عبدالله و خلیل‌الله بنایی مربوط به سدهٔ ۸ ه‍.ق است که در داخل دماوند واقع شده است. این اثر در تاریخ ۲۵ خرداد ۱۳۵۱ با شمارهٔ ثبت ۹۲۱ به‌عنوان یکی از آثار ملی ایران به ثبت رسیده است.